# Bengt Åke Häger
Bengt Åke Fredrik Häger, född 27 september 1927 i Malmö, död 27 juni 2019 i Lund, var en svensk läroverkslektor. 
Häger, som var son till banktjänsteman Inge Häger och Karin Lihné, avlade studentexamen 1946, blev filosofie magister i Lund 1951, politices magister 1957 och filosofie licentiat 1966. Han innehade olika lärartjänster 1951-1961, var adjunkt i modersmål och historia vid Källängens läroverk i Malmö från 1961 och senare lektor vid Katedralskolan i Lund. Han skrev läroböcker och arbetsböcker i historia för grundskolans högstadium, artiklar och bokanmälningar i tidningar och tidskrifter.